# Verleden tijd
De verleden tijd is een tempus met behulp waarvan wordt uitgedrukt dat een handeling of toestand behoort tot een tijdstip dat voorafgaat aan het moment van spreken (bij talen met een absolute tijd) of tot een tijdstip dat aan dat van spreken kan voorafgaan, ermee kan samenvallen of er op kan volgen (bij talen met een relatieve tijd).
De verleden tijd wordt verder opgesplitst in twee subcategorieën, de onvoltooid verleden tijd en de voltooid verleden tijd, waarvan de eerste meer de nadruk legt op het in het verleden voortdurende karakter van de genoemde handeling of toestand en de tweede meer op het in het verleden afgerond zijn hiervan.